# Mosteiro de Korzok
O Mosteiro de Korzok, Gompa de Korzok ou Mosteiro de Karzok é um mosteiro budista tibetano (gompa) do Ladaque,  noroeste da Índia. Pertencente à seita Drukpa Kagyu, foi fundado no século XVII junto à margem noroeste do lago Moriri, no planalto de Rupshu.
Situado junto à extremidade sudeste do Ladaque, a 4 560 metros de altitude, o mosteiro fica a um quilómetro da margem do lago, 53 km a sudoeste do cruzamento da estrada que sobre o vale do rio Indo desde Lé e 210 km a sudeste desta cidade. Korzok é o único povoado permanente do planalto de Rupshu, habitado por nómadas e semi-nómadas Changpa. A região é frequentemente apontada como o local mais alto do mundo onde se pratica agricultura, embora em muitos anos não seja possível fazer colheitas, sendo as searas cortadas ainda verdes para alimentação do gado.
Segundo a tradição local, o mosteiro foi fundado por um lama de um mosteiro do monte Kailash, que aceitou o convite enviado pelo rei de Korzok para instalar um mosteiro no seu reino. Desde então a população local abandonou os seus cultos animistas e adotou o budismo. Segundo outros autores, o mosteiro foi fundado na década de 1630 sob o patrocínio do rei do Ladaque Sengge Namgyal.
O festival do mosteiro, realizado anualmente no final de julho ou início de agosto, atrai numerosos Changpa, que acorrem ao mosteiro envergando as suas melhores roupas. O festival dura dois dias e é encerrado com a cerimónia do Argham ("matança"). Esta envolve danças com máscaras (chams) e a destruição de um bolo sacrificial (storma) pelo líder dos dançarinos do "Chapéu Negro". A cerimónia simboliza a destruição de todas as formas maléficas e representa o assassinato do imperador tibetano apóstata Langdarma por um monge budista em meados do século IX. As máscara dos dançarinos representam as divindades guardiãs (Dharmapalas) do panteão budista e as divindades padroeiras da seita Drugpa.